# Velence, Madžarska
Velence je vas na Madžarskem, ki upravno spada pod podregijo Gárdonyi Županije Fejér.